# Diana Marcinkevica
Diāna Marcinkēviča (Riga, 3 de agosto de 1992) es una jugadora de tenis letona.
Marcinkēviča ha ganado un total de 7 títulos individuales y 25 de dobles en el Circuito Femenino ITF. El 28 de abril de 2014, logró su mejor ranking individual, el Núm. 196. El 26 de mayo de 2014, ella logró el Núm. 146 en el ranking de dobles.
Jugando para Letonia en la Fed Cup, Marcinkevica tiene un record de 23–25.

## Títulos ITF

### Individuales: 7
| Leyenda                 |
| ----------------------- |
| $100,000 torneos        |
| $75,000/$80,000 torneos |
| $50,000/$60,000 torneos |
| $25,000 torneos         |
| $10,000/$15,000 torneos |

| Títulos por superficie |
| ---------------------- |
| Dura (7)               |
| Clay (0)               |
| Hierba (0)             |
| Alfombra (0)           |

| Núm. | Fecha                  | Categoría | Torneo                  | Superficie | Adversario          | Puntuación          |
| ---- | ---------------------- | --------- | ----------------------- | ---------- | ------------------- | ------------------- |
| 1.   | 10 de agosto de 2009   | $10,000   | Tallinn, Estonia        | Dura       | Anna Orlik          | 2–6, 7–5, 7–6(11–9) |
| 2.   | 2 de mayo de 2011      | $10,000   | Petroupoli, Grecia      | Dura       | Despina Papamichail | 5–7, 7–5, 6–3       |
| 3.   | 22 de julio de 2013    | $25,000   | Wrexham, Reino Unido    | Dura       | Jovana Jakšić       | 5–7, 7–5, 6–2       |
| 4.   | 20 de octubre de 2014  | $25,000   | Ciudad Victoria, México | Dura       | Paula Badosa Gibert | 6–7(2–7), 6–3, 6–1  |
| 5.   | 25 de abril de 2016    | $10,000   | Heraklion, Grecia       | Dura       | Sara Cakarevic      | 6–1, 6–3            |
| 6.   | 5 de diciembre de 2016 | $10,000   | Solapur, India          | Dura       | Anastasia Gasanova  | 6–3, 7–6(7–4)       |
| 7.   | 5 de noviembre de 2018 | $25,000   | Wirral, Reino Unido     | Dura       | Arantxa Rus         | 7-6(2) 0-6 7-6(4)   |

### Dobles: 25
| Leyenda                 |
| ----------------------- |
| $100,000 torneos        |
| $80,000 torneos         |
| $60,000 torneos         |
| $25,000 torneos         |
| $10,000/$15,000 torneos |

| Títulos por superficie |
| ---------------------- |
| Duro (10)              |
| Clay (11)              |
| Hierba (0)             |
| Alfombra (2)           |

| Núm. | Fecha                    | Categoría | Torneo                    | Superficie   | Socio                 | Adversarios                                | Puntuación                 |
| ---- | ------------------------ | --------- | ------------------------- | ------------ | --------------------- | ------------------------------------------ | -------------------------- |
| 1.   | 29 de septiembre de 2008 | $10,000   | Mytilene, Grecia          | Duro         | Renata Bakieva        | Eirini Georgatou Jade Hopper               | 6–1, 6–3                   |
| 2.   | 3 de agosto de 2009      | $10,000   | Savitaipale, Finlandia    | Clay         | Anna Orlik            | Malou Ejdesgaard Ester Masuri              | 4–6, 6–2, [10–5]           |
| 3.   | 10 de agosto de 2009     | $10,000   | Tallinn, Estonia          | Duro         | Anna Orlik            | Jade Hopper Lisa Marshall                  | 6–1, 0–6, [10–7]           |
| 4.   | 26 de julio de 2010      | $10,000   | Tampere, Finlandia        | Clay         | Irina Kuzmina         | Amandine Hesse Monika Tůmová               | 6–4, 6–2                   |
| 5.   | 2 de agosto de 2010      | $10,000   | Savitaipale, Finlandia    | Clay         | Alexandra Artamonova  | Nina Munch-Søgaard Katariina Tuohimaa      | 6–2, 6–3                   |
| 6.   | 6 de septiembre de 2010  | $10,000   | Larissa, Grecia           | Duro         | Alexandra Artamonova  | Claudia-Gianina Dumitrescu Diana Isaeva    | 6–1, 6–1                   |
| 7.   | 16 de mayo de 2011       | $10,000   | Rethymno, Grecia          | Duro         | Alexandra Artamonova  | Anna Fitzpatrick Jade Windley              | 6–2, 6–3                   |
| 8.   | 30 de enero de 2012      | $25,000   | Sunderland, Reino Unido   | Duro (i)     | Justyna Jegiołka      | Martina Caciotti Anastasia Grymalska       |                            |
| 9.   | 27 de febrero de 2012    | $10,000   | Bron, Francia             | Duro (i)     | Despina Papamichail   | Justine Ozga Isabella Shinikova            | 7–5, 7–5                   |
| 10.  | 5 Marcha 2012            | $10,000   | Dijon, Francia            | Duro (i)     | Despina Papamichail   | Yana Sizikova Alison Van Uytvanck          | 7–5, 7–6(9–7)              |
| 11.  | 21 de mayo de 2012       | $25,000   | Brescia, Italia           | Clay         | Corinna Dentoni       | Tereza Mrdeža Maša Zec Peškirič            | 6–2, 6–1                   |
| 12.  | 24 de septiembre de 2012 | $25,000   | Clermont-Ferrand, Francia | Duro (i)     | Bibiane Schoofs       | Samantha Murray Jade Windley               | 6–3, 6–0                   |
| 13.  | 15 de octubre de 2012    | $25,000   | Glasgow, Reino Unido      | Duro (i)     | Justyna Jegiołka      | Nicole Clerico Anna Zaja                   | 6–2, 6–1                   |
| 14.  | 22 de abril de 2013      | $25,000   | Chiasso, Suiza            | Clay         | Aliaksandra Sasnovich | Nicole Clerico Giulia Gatto-Monticone      | 6–7(2–7), 6–4, [10–7]      |
| 15.  | 26 de agosto de 2013     | $25,000   | Fleurus, Bélgica          | Clay         | Irina Khromacheva     | Gabriela Cé Daniela Seguel                 | 6–4, 6–3                   |
| 16.  | 28 de abril de 2014      | $25,000   | Wiesbaden, Alemania       | Clay         | Viktorija Golubic     | Julia Glushko Mandy Minella                | 6–4, 6–3                   |
| 17.  | 13 de julio de 2015      | $25,000   | Aschaffenburg, Alemania   | Clay         | Alyona Sotnikova      | Alona Fomina Sofiya Kovalets               | 3–6, 6–4, [10–5]           |
| 18.  | 19 de septiembre de 2016 | $50,000+H | Santo-Malo, Francia       | Clay         | Lina Gjorcheska       | Alexandra Cadanțu Jaqueline Cristian       | 3–6, 6–3, [10–8]           |
| 19.  | 14 de noviembre de 2016  | $25,000   | Zawada, Polonia           | Alfombra (i) | Justyna Jegiołka      | Ilona Kremen Vera Lapko                    | 6–4, 7–5                   |
| 20.  | 27 de febrero de 2017    | $15,000   | Mâcon, Francia            | Duro (i)     | Ilona Kremen          | Alice Matteucci Camilla Rosatello          | 6–7(5–7), 7–6(7–1), [10–4] |
| 21.  | 19 Marcha 2017           | $15,000   | Gonesse, Francia          | Clay (i)     | Ilona Kremen          | Ganna Poznikhirenko Ekaterina Yashina      | 6–1, 6–4                   |
| 22.  | 9 de abril de 2017       | $15,000   | Dijon, Francia            | Duro (i)     | Rebeka Masarova       | Victoria Muntean Anastasia Zarytska        | 6–4, 6–3                   |
| 23.  | 10 de septiembre de 2017 | $25,000   | Balatonboglár, Hungría    | Clay         | Irina Khromacheva     | Ágnes Bukta Vivien Juhászová               | 6–4, 6–3                   |
| 24.  | 24 de septiembre de 2017 | $60,000   | Santo-Malo, Francia       | Clay         | Daniela Seguel        | Irina Maria Bara Mihaela Buzărnescu        | 6–3, 6–3                   |
| 25.  | 25 de febrero de 2018    | $25,000   | Altenkirchen, Alemania    | Alfombra (i) | Katarzyna Piter       | Valentini Grammatikopoulou Maryna Zanevska | w/o                        |